# ナヒチェヴァン自治共和国

ナヒチェヴァン自治共和国
Naxçıvan Muxtar Respublikası

国歌：Azərbaycan Respublikasının Dövlət Himni（アゼルバイジャン語）
アゼルバイジャン共和国国歌

ナヒチェヴァン自治共和国（ナヒチェヴァンじちきょうわこく、アゼルバイジャン語: Naxçıvan Muxtar Respublikası）は、アゼルバイジャンの飛地である自治共和国。過去に、王国、帝国、イスラム教国、汗国などになった経緯から名前は何度も変更されている（Nakshijahan、Nuhchikhan（ノアが降りた場所）、Nesheva、Nakhijevanなど）。
1991年までは、ナヒチェヴァン自治ソビエト社会主義共和国としてアゼルバイジャン・ソビエト社会主義共和国の一部であった。
国土面積が5,500 km²に及ぶこの地域はアルメニア (221km) 、トルコ (9km) 、イラン (179km) と国境が接している。首都はナヒチェヴァン市である。

## 歴史
ナヒチェヴァン市は、ナクスアナ (Naksuana) という名前でプトレマイオスの天動説の中で最初に言及された（古代ギリシャ語で「甘水の土地」の意）。
ナヒチェヴァンで見つかった最も古いアーティファクトは新石器時代に遡る。
この地域は紀元前8世紀から紀元前7世紀の間、マンナエ 、ウラルトゥ およびメディアに属し、紀元前6世紀にはアケメネス朝に属した。そしてその後、大アルメニア王国の一部になった。5世紀にはサーサーン朝ペルシア、623年には東ローマ帝国、7世紀半ばにアラブ人に征服され、11世紀に、セルジューク朝の管理下になった。
12世紀、セルジューク朝のスルターン・マスウードによって兄弟スライマーン・シャーのアタベクとなったシャムスッディーン・イルデニズは、1136年に現在のクラ川流域であるアッラーン地方とイラン高原のアーザルバーイジャーンの両地方をイクターとして分封され、以降ナヒチェヴァン市は四代89年に渡ってアゼルバイジャンのアタベク政権イルデニズ朝の中心地として、アーザルバーイジャーン地方の州都タブリーズやマラーゲと並び発展した。モミネ・ハトゥン（イルデニズ朝の当主でシャムスッディーン・イルデニズの長男、大アタベクのジャハーン・パフラヴァーンの妻）の壮大な12世紀の霊廟は、現代のナヒチェヴァンの主な魅力である。イルデニズ朝の宮廷では文芸運動が活発化し、『ライラとマジュヌーン』などペルシア語文芸の巨匠として有名なニザーミー・ギャンジャビーらが同王朝の庇護のもと活躍している。
13 - 14世紀、この領域はモンゴル帝国によって征服されてイルハン朝の領土となり、さらにティムールによって侵略され、15世紀には、黒羊朝や白羊朝の一部になった。
16世紀はテュルク諸語を使うイスラム王朝のサファヴィー朝に管理された。14世紀から18世紀にかけては、この地理的位置のためにペルシアとオスマン帝国の間の戦争が絶えなかった。1604年、サファヴィー朝のアッバース1世はナヒチェヴァンとその周辺地域に焦土作戦を決心し、民族性または宗教にかかわらずほとんどの地元住民に対して家を捨てペルシアへ移動する事を強要した。ほとんどの居住者が、もとのジュルファ（略奪され焼かれたアルメニアの町）の出身だったので、エスファハーンの近隣にニュー・ジュルファと命名された町に住み着いた。
ナヒチェヴァン・ハン国は、ペルシアの統治者であったナーディル・シャーの1747年の死後に出現した。しかし、2つのロシア・ペルシア戦争（第一次ロシア・ペルシア戦争、第二次ロシア・ペルシア戦争）を経て、1828年のトルコマンチャーイ条約 (Turkmanchai Treaty) でロシアの所有（en:Armenian Oblast）となり、ナヒチェヴァン・ハン国は消滅した。その後エリヴァン・ハン国の領域と融合され新しいアルメニアの地域の一部となり、1849年にロシア帝国のエリヴァニ県と改名された。ナヒチェヴァンは、ロシア帝国のエリヴァニ県のナヒチェヴァニ郡となった。
1917年の二月革命後は、ロシア臨時政府のザカフカース特別委員会の権力下にあった（ザカフカース民主連邦共和国参照）。1918年にミュサヴァト党は、アゼルバイジャン民主共和国の独立を宣言した。1918年後期、英国の軍隊によってナヒチェヴァンは占領されたが、1920年に赤軍に占められた後、7月28日にアゼルバイジャン・ソビエト社会主義共和国が宣言され、その支配下になった。
1991年8月30日、アゼルバイジャン共和国の独立宣言後は、その国の一部としてナヒチェヴァン自治共和国として現在に至る。

## 地方行政区分

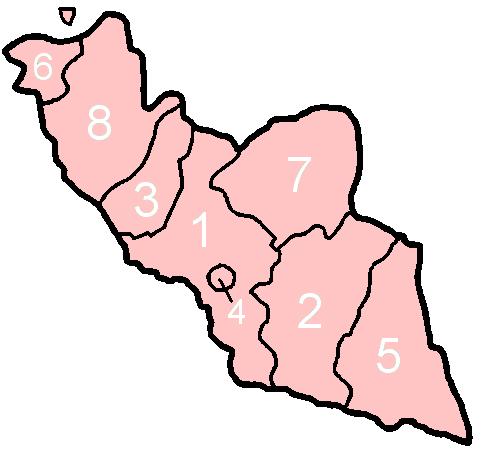
ナヒチェヴァンの行政区分

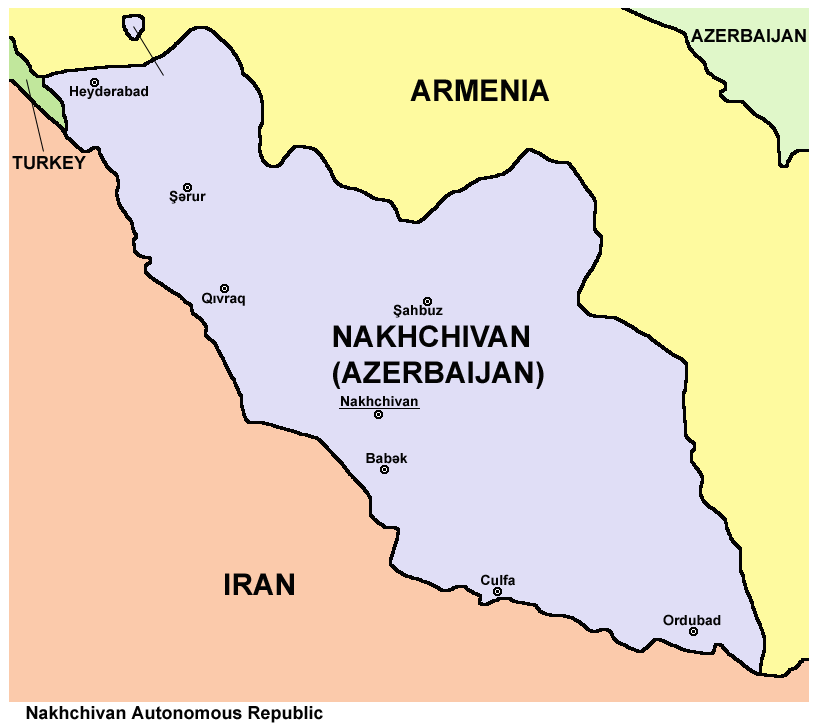

ナヒチェヴァンは首都のナヒチェヴァン市と7つのラヨンの計8つの行政区画がある。
1. バベク県（アゼルバイジャン語版、英語版）（ババク県）
2. ジュルファ県（英語版）
3. キャンギャルリ県（英語版）
4. ナヒチェヴァン市
5. オルドゥバド県（英語版）
6. サダラク県（英語版）：(アルメニアの中の飛地カルキ（英語版）を含む)
7. シャフブズ県（英語版）
8. シャルル県

## 地理
ナヒチェヴァンは、アルメニアによってアゼルバイジャンの主要地域から離れた飛地にある、半不毛の地域である。
イランとの境界にはアラス川（Araz）があり、その反対側の山脈によってアルメニアと境界を構成する。非常に乾燥した山地であり、多くの塩埋蔵を含んでいる。
地域の主要産業は、塩、モリブデンや鉛等の採鉱、綿産業、絹糸紡績、果物瓶詰製造業、精肉業、タバコ製造、穀物、菜園の製作、より乾燥した地方では牧羊も行っている。

## 住民・民族分布

アゼルバイジャン人の分布（水色）。アゼルバイジャン共和国から、ナヒチェヴァンに隣接するイラン北西部にかけて広範囲に居住していることがわかる

2018年時点で人口は452,831人。人口の99.6%はアゼルバイジャン人である。残る少数民族はクルド人・ロシア人などである。
かつてはアルメニア人が人口の3～4割程度を占めており、1916年には人口136,859人のうち、59.3％がアゼルバイジャン人、39.6％がアルメニア人であった。1979年にはその割合はアゼルバイジャン人93.8％、アルメニア人2.9％に変わりアルメニア人は圧倒的な少数派となった。そして、1988年のナゴルノ・カラバフ戦争によってアルメニア人はこの地域から完全に追放されて統計用上では存在しないことになっている。

## 有名な出身者
- ヘイダル・アリエフ - 第3代大統領
- Hindushah ibn Nakhchivani
- Abdurrakhman en Neshevi
- Ekmouladdin Nakhchivani
- アジャミ・ナクチヴァーニ（英語版） - イスラム建築家
- Ehsan Khan Nakhchivanski
- Kelbali Khan Nakhchivanski
- Ismail Khan Nakhchivanski
- グセイン・ハン・ナヒチェヴァンスキー - ロシア帝国の騎兵将軍
- Jamshid khan Nakhchivanski
- アブルファズ・エルチベイ（英語版） - 第2代大統領

## 教育
- ナヒチェヴァン州立大学（アゼルバイジャン語版、ロシア語版、英語版）

## 自治共和国の象徴
- ナヒチェヴァン・ハン国時代の旗
- ナヒチェヴァンASSR時代の旗
- 非公式の旗（1991年 - 1993年）
- 現在の旗（アゼルバイジャン国旗）
- ナヒチェヴァンASSRの国章
- 非公式の紋章（1991年 - 1993年）
- 現在の国章（アゼルバイジャン国章）

かつてナヒチェヴァン自治ソビエト社会主義共和国だった時代では独自の旗と国章が使用されていたが、1995年11月12日に採択されたナヒチェヴァン自治共和国憲法では「ナヒチェヴァン自治共和国の国の象徴（国旗、国章、国歌）はアゼルバイジャンのものを使用する（第10条）」と定められている。憲法制定前では、非公式の旗も使われていた。

## 名所

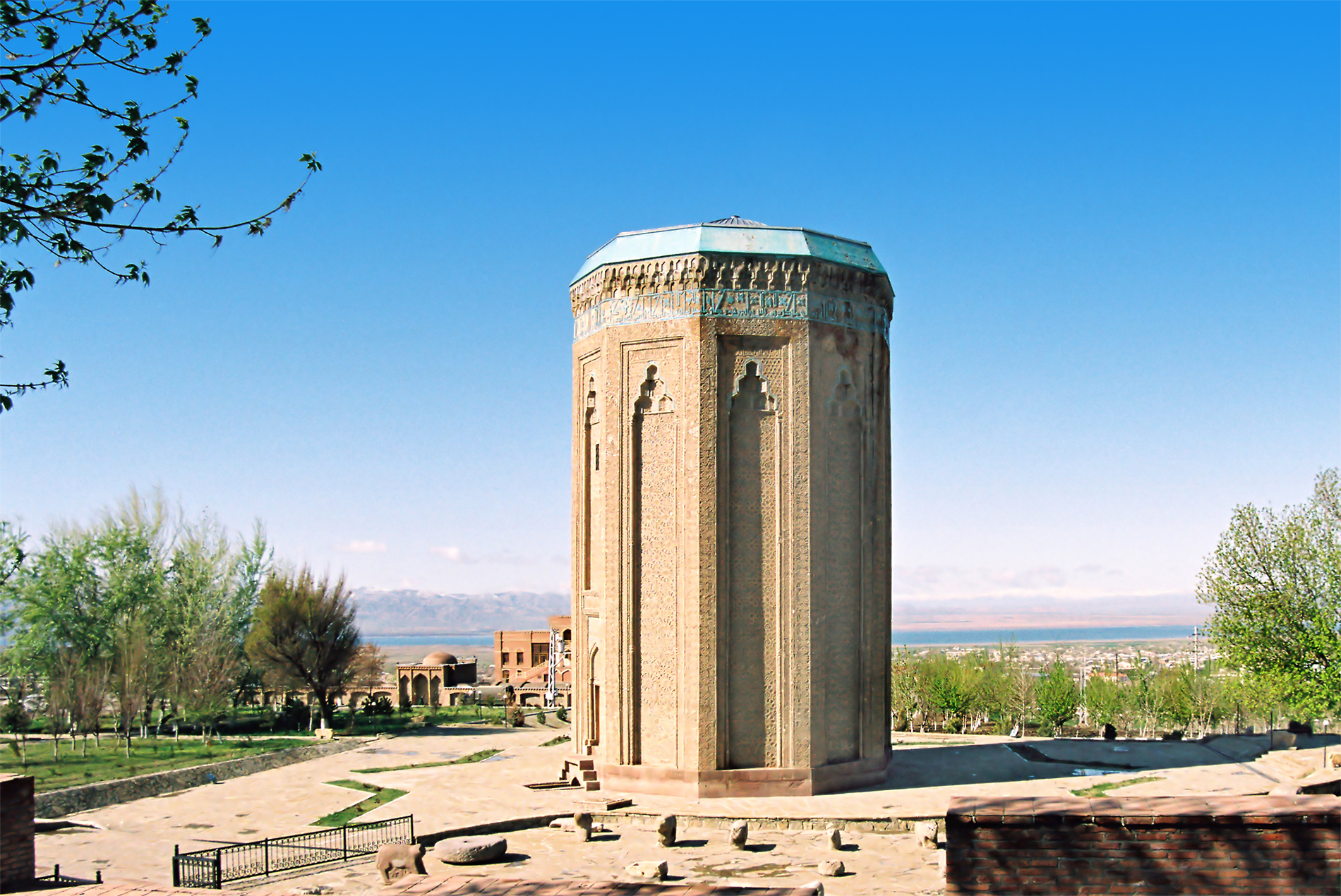
モミネ・ハトゥン廟

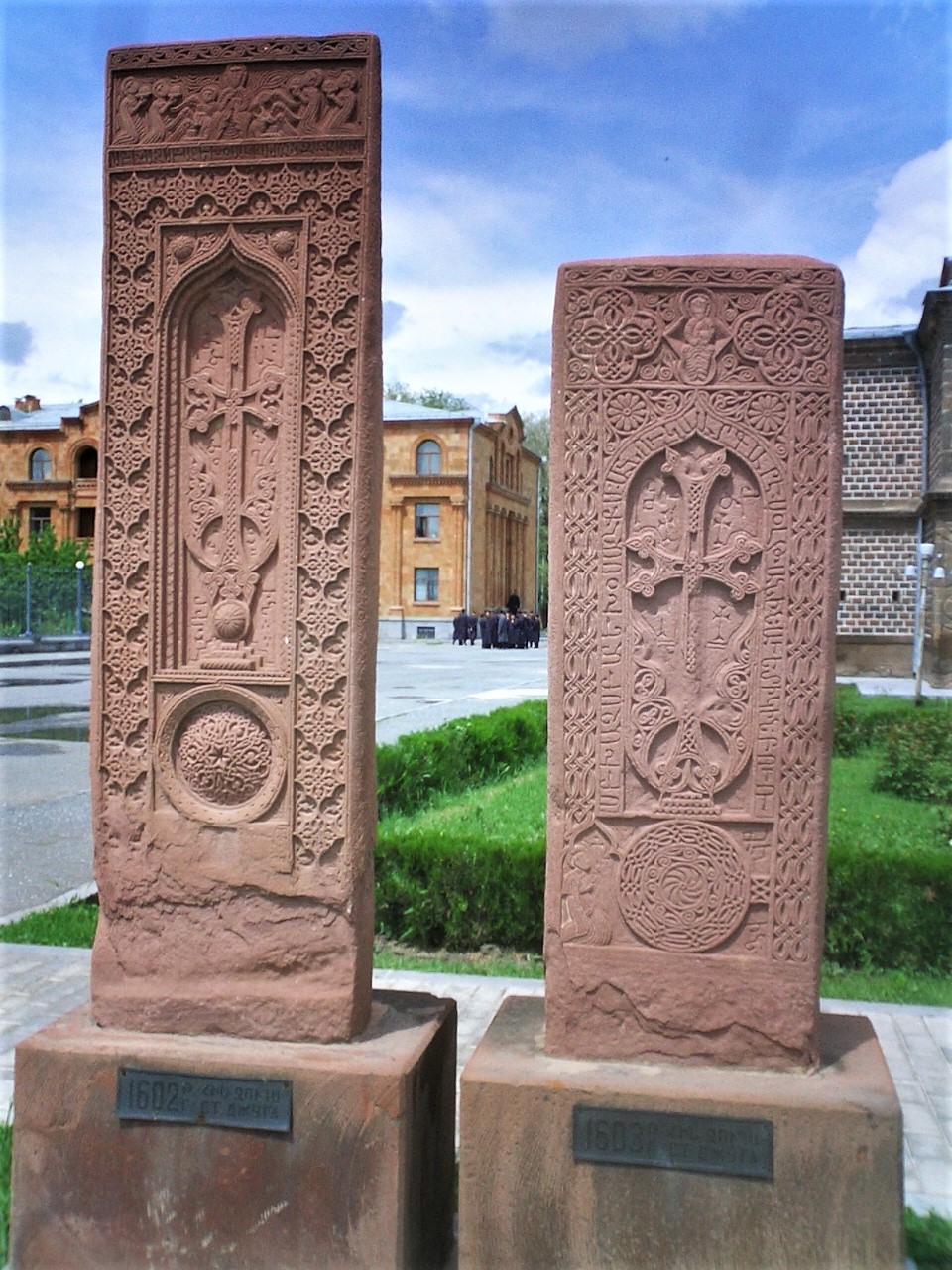
ジュルファにあるアルメニア人のハチカル（十字石）

ナヒチェヴァンは史跡の宝庫としても注目されており、歴史的にも希少な建築物が遺されていることから多くの観光客がこれらを目的に訪れる。
その中でもナヒチェヴァン・ハン宮殿やモミネ・ハトゥン廟、en:Yusif ibn Kuseyir Mausoleum、en:Garabaghlar Mausoleumは史跡の代表的なものとして今も関心が寄せられている。

## 論争
- アルメニア革命連盟は、ナヒチェヴァンはアルメニアの所有と主張している。